# Чиликин, Игорь Николаевич
Игорь Николаевич Чиликин (род. 13 декабря 1964 года) — главный тренер КХМ «Старт».

## Карьера
Родился 13 декабря 1964 года в городе Уральске Казахской ССР. Воспитанник уральского хоккея с мячом (первый тренер — В. Н. Немолочнов)
Выступал за клубы:
- «Геолог» (Уральск) — 1980—82
- «Уралхиммаш» (Свердловск) — 1982—83
- «Уралец» (Уральск) — 1987—88
- «Ока» (Навашино) — 1988—89
- «Старт» (Нижний Новгород) — 1989—99
- «Отвидаберг» (Швеция) — 1999—2000
- «Локомотив» (Оренбург) — 2000—01
- «Подшипник» (Самара) — 2001—02
- «Универсал» (Саратов) — 2002—06

В высшей лиге в составе команды провел: 257 матчей, забил 25 мячей в «Старте» и 25 матчей в «Локомотиве».
Работал тренером:
- «Старт» (Нижний Новгород) — 1998—99 (играющий тренер)
- «Подшипник» (Самара) — 2001—02 (главный тренер)
- «Универсал» (Саратов) — 2002—06 (главный тренер)
- ДЮСШ по хоккею с мячом ДЮЦ «Сормово» — 2006—15 (тренер)
- «Старт» (Нижний Новгород) — с 28 декабря 2015 г. (главный тренер)

Также несколько лет обслуживал матчи чемпионата страны в качестве арбитра.

## Достижения
Серебряный призёр Спартакиады народов СССР 1986 г.
Серебряный призёр чемпионата России 1995 г. 

Бронзовый призёр чемпионатов России 1996 и 1998 гг.
Финалист Кубка России 1998 г.